# Amorphophallus gracilis
Amorphophallus gracilis är en kallaväxtart som beskrevs av Adolf Engler. Amorphophallus gracilis ingår i släktet Amorphophallus och familjen kallaväxter. Inga underarter finns listade.